# 底富山口
底富山口是位于印度、中国和缅甸有争议的三国国界交点边界地区的山口。底富山口也是缅甸通往印度阿鲁纳恰尔邦东部的战略通道。
它位于麦克马洪线上，被中国认为是「藏南地區」的最东端。行政上属于阿鲁纳恰尔邦的安娇县，在安娇县的首府哈威东北120公里处，途经哈威-瓦弄镇Dong-基比图-Kaho-底富山口。中印边境实际控制线上的 Kaho 位于底富山口以西40公里处。距离底富山口60公里的瓦弄简易机场拥有最近的航空连接。
1960年10月，中国和缅甸划定中緬边界到底富山口，在山脉分水岭以南5英里。然而，这引起了与印度的外交争端，印度認為三国国界交点應位于山脉分水岭。该争端已成为正在進行的关于阿鲁纳恰尔邦的中印边界问题一部分。

## 参見
- 中印边界问题